# Engelomyia copulata
Engelomyia copulata là một loài ruồi trong họ Tachinidae.